# سلطان‌لی
سلطان‌لی ( ترکی آذربایجانی: Soltanlı) یک منطقهٔ مسکونی در جمهوری آرتساخ است که در استان هادروت واقع شده‌است.